# Super Crooks
Super Crooks ist eine Animeserie, die auf den gleichnamigen Comics von Mark Millar basiert. Die Serie wurde am 25. November 2021 ins Programm von Netflix aufgenommen.

## Inhalt
Johnny Bolt ist ein Kleinkrimineller. Um noch erfolgreicher zu sein, möchte er eine große Beute stehlen. Johnny rekrutiert ein Team von acht Superschurken, die sich Super Crooks nennen. Sein Ziel ist es, einen speziellen Raubzug in Spanien durchzuführen.

## Synchronisation
Die Synchronisation des Films wurde von dem VSI Synchron GmbH erstellt. Dialogregie führte Fabian Kluckert und das Dialog buch schrieb René Dawn-Claude.
| Charakter          | Japanischer Sprecher | Deutscher Sprecher |
| ------------------ | -------------------- | ------------------ |
| Johnny Bolt        | Kenjiro Tsuda        | Jaron Löwenberg    |
| Kasey Ann          | Maaya Sakamoto       | Marieke Oeffinger  |
| Carmine / The Heat | Yasuji Kimura        | Rainer Gerlach     |
| The Gladiator      | Pierre Taki          | Vlad Chiriac       |
| Josh / The Ghost   | Junichi Suwabe       | Jan Kurbjuweit     |
| Sammy Diesel       | Subaru Kimura        | Karlo Hackenberger |
| Roddy Diesel       | Tetsu Inada          | Sven Brieger       |
| Forecast           | KENN                 | René Dawn-Claude   |

## Produktion und Veröffentlichung
Netflix kündete die Serie März 2021 an. Die Serie entstand beim Studio Bones unter der Regie von Motonobu Hori. Das Drehbuch schrieb Dai Satō. Der Produzent war Yoshihiro Oyabu. Die Kameraführung übernahm Tsuyoshi Kanbayashi. Für den Schnitt war Kumiko Sakamoto verantwortlich. Alle Folgen wurden am 25. November 2021 auf Netflix international veröffentlicht. Die Serie wurde in 23 Untertitelsprachen und sieben gesprochenen Sprachen zur Verfügung gestellt; zu den synchronisierten Sprachen gehören Englisch, Französisch, Deutsch, Italienisch, brasilianisches Portugiesisch und Spanisch.

## Episodenliste
| Nr. (ges.) | Nr. (St.) | Deutscher Titel      | Originaltitel        | Regie                        | Drehbuch      |
| --- | --------- | -------------------- | -------------------- | ---------------------------- | ------------- |
| 1 | 1         | Electro Boy          | Electro Boy          | Motonobu Hori                | Dai Satō      |
| 2 | 2         | Kasey                | Kasey                | Kazuo Miyake                 | Dai Satō      |
| 3 | 3         | Man Mountain         | Man Mountain         | Satoshi Takafuji             | Tsukasa Kondō |
| 4 | 4         | The Praetorian       | The Praetorian       | Tetsuya Miyanishi            | Dai Satō      |
| 5 | 5         | The Heat             | The Heat             | Masashi Abe                  | Dai Satō      |
| 6 | 6         | The Gladiator        | The Gladiator        | Yōhei Shindō                 | Tsukasa Kondō |
| 7 | 7         | The Supermax         | The Supermax         | Naoto Uchida                 | Tsukasa Kondō |
| 8 | 8         | The Union of Justice | The Union of Justice | Tetsuya Miyanishi            | Dai Satō      |
| 9 | 9         | Count Orlok          | Count Orlok          | Kazuo Miyake                 | Dai Satō      |
| 10 | 10        | Carmine              | Carmine              | Yōhei Shindō                 | Tsukasa Kondō |
| 11 | 11        | Casino Grand Granite | Casino Grand Granite | Satoshi Takafuji             | Tsukasa Kondō |
| 12 | 12        | The Bastard          | The Bastard          | Tetsuya Miyanishi            | Dai Satō      |
| 13 | 13        | Super Crooks         | Super Crooks         | Motonobu Hori & Yōhei Shindō | Dai Satō      |
| Alle Episoden wurden am 25. November 2021 sowohl in Originalsprache als auch in deutscher Sprache bei Netflix veröffentlicht. |           |                      |                      |                              |               |